# Manticore Records
Manticore Records es una compañía discográfica británica con sede en Londres, que fue fundada en 1973 por el supergrupo de rock progresivo inglés Emerson, Lake & Palmer y su manager, Stewart Young. La mantícora aparece en la portada del segundo álbum de ELP, Tarkus, como uno de los adversarios de la criatura del mismo nombre (el único capaz de infligir daño a la criatura Tarkus, según las ilustraciones de la portada). Manticore fue inicialmente el nombre dado a los edidores de música de ELP, los créditos aparecieron por primera vez en los créditos de Trilogy, lanzado por Island en 1972.

## Historia
Inicialmente el sello fue fabricado y distribuido por Island, distribuido por Island/EMI, pero el grupo no estaba contento con las licencias de Island en el extranjero de sus discos anteriores a través de Cotillion, y buscó en RCA una distribución provisional antes de elegir a WEA para una producción y un acuerdo de distribución. El sello fue luego distribuido por Atlantic (parte de WEA) en el Reino Unido. En los Estados Unidos, Atlantic distribuyó el sello desde 1973 hasta 1975. Motown se encargó de la distribución desde 1975 hasta que cerró el sello en 1977. Aunque Manticore desapareció desde 1977, la mayoría de sus grabaciones han sido reeditadas por otros sellos. 
El sello fue revivido en 2017 con el permiso de los herederos de Greg Lake, afirmando que uno de sus últimos deseos era recuperar el sello. Live in Piacenza – grabado durante su tournée en el Teatro Municipal de Plasencia en Italia el 28 de noviembre de 2012 – es el primer lanzamiento de la nueva encarnación de Manticore, lanzado el 7 de diciembre de 2017. El segundo fue el último álbum que Greg Lake produyo ante su muerte, Moonchild de Annie Barbazza y Max Rapetti. El tercero fue Life Size de John Greaves.
Un artista considerado por el sello, pero que posteriormente no firmó, fue Steve Swindells, cuyo primero LP, Messages, fue lanzado en su lugar por RCA. Swindells se unió más tardes a Pilot y a los Hawklords.

## Artistas

### ELP
- Emerson, Lake & Palmer
- Keith Emerson
- Greg Lake
- Carl Palmer
- Cozy Powell

### Otros artistas
| - Badfinger - Banco del Mutuo Soccorso - Brute Force - Keith Christmas - Gerry Goffin - John Greaves - Hanson - George Martin | - Hot Chocolate - Kris Kristofferson - Little Richard - Mary Hopkin - Modern Jazz Quartet - Premiata Forneria Marconi - Peter Sinfield - Stray Dog |